# Naryntoo
Der Naryntoo (kirgisisch Нарын-Тоо; russisch Нарынтау Naryntau) ist ein Gebirgszug im Inneren Tienschan in Kirgisistan (Zentralasien).
Der Naryntoo ist ein 130 km langer Gebirgszug. Er erstreckt sich südlich des Oberlaufs des Naryn und dessen Quellfluss Großer Naryn östlich der Stadt Naryn in Ost-West-Richtung. Der Gebirgszug erreicht eine maximale Höhe von 4530 m.
Er besteht aus Kalkstein, metamorphem Glimmerschiefer und Granit. Nach Norden hin fällt das Gebirge steil in Felsenschluchten ab, während es nach Süden hin sanfte Hänge aufweist und am Fuß lehmig-sandige Erhebungen auftreten. Es herrscht Bergwiesen- und Steppenvegetation vor. Im Hochgebirge dominieren Geröllhalden, Felsen und Schotter. In den Schluchten kommen Waldgebiete vor.